# Siteki
Siteki est une ville de l'Eswatini, capitale du district de Lubombo. Elle se situe à l’ouest des monts Lebombo. La ville est historiquement une ville marchande.
Son nom signifie « lieu de mariage » en swati. Elle a été nommée ainsi par le roi Dlamini IV accordant aux gardes-frontières du royaume l'autorisation de se marier.
La ville héberge le club de football Eleven Men in Flight, double vainqueur du championnat national dans les années 1990.